# La Trappe Blond
La Trappe Blond is een blondbier van de brouwerij van Abdij Koningshoeven in Berkel-Enschot. Dit bier heeft een aromatische, fruitige en frisse geur en een licht moutige en zoete smaak. La Trappe Blond gist na op de fles. Het bevat 6,5% alcohol.